# Сеичиро Маки
Сеичиро Маки (јап. 巻 誠一郎; 7. август 1980) јапански је фудбалер.

## Каријера
Током каријере је играо за ЈЕФ Јунајтед Чиба, Амкар Перм, Токио Верди и многе друге клубове.

## Репрезентација
За репрезентацију Јапана дебитовао је 2005. године. Наступао је на Светском првенству (2006. године) с јапанском селекцијом. За тај тим је одиграо 38 утакмица и постигао 8 голова.

## Статистика
| Јапан  | Јапан   | Јапан  |
| Година | Наступи | Голови |
| ------ | ------- | ------ |
| 2005.  | 3       | 0      |
| 2006.  | 14      | 3      |
| 2007.  | 9       | 4      |
| 2008.  | 9       | 1      |
| 2009.  | 3       | 0      |
| Укупно | 38      | 8      |

## Трофеји

### Клуб
- Царски куп (2): 2005, 2006.